# Fylde (borough)
Fylde è un distretto con status di borough del Lancashire, Inghilterra, Regno Unito, con sede a Lytham St Annes.
Il distretto fu creato con il Local Government Act 1972, il 1º aprile 1974 dalla fusione del borough di Lytham con il distretto urbano di Kirkham e col distretto rurale di Fylde.

## Parrocchie civili
Le parrocchie, che non coprono l'area del capoluogo, sono:
- Bryning-with-Warton
- Elswick
- Freckleton
- Greenhalgh-with-Thistleton
- Kirkham (città)
- Little Eccleston-with-Larbreck
- Medlar-with-Wesham (città)
- Newton-with-Clifton
- Ribby-with-Wrea
- St Anne's on Sea (città)
- Singleton
- Staining
- Treales, Roseacre and Wharles
- Weeton-with-Preese
- Westby-with-Plumptons